# Simona Bonafè
Simona Bonafè (ur. 12 lipca 1973 w Varese) – włoska polityk, działaczka samorządowa i dziennikarka, posłanka do Izby Deputowanych, deputowana do Parlamentu Europejskiego VIII i IX kadencji.

## Życiorys
Ukończyła studia z zakresu nauk politycznych na Katolickim Uniwersytecie Najświętszego Serca w Mediolanie. Przeniosła się do Scandicci, gdzie pracowała jako dziennikarka, współpracując m.in. z „Il Corriere di Firenze”. W 2002 wstąpiła do partii Margherita, była członkinią władz regionalnych i krajowych tego ugrupowania. W 2007 dołączyła ze swoją formacją do nowo utworzonej Partii Demokratycznej. W 2004 została wybrana na radną miejską, w 2009 weszła w skład miejskiej egzekutywy jako asesor ds. ochrony środowiska.
W wyborach w 2013 uzyskała mandat posłanki do Izby Deputowanych XVII kadencji. W 2014 z ramienia PD została wybrana na eurodeputowaną. W 2019 z powodzeniem ubiegała się o reelekcję. W 2022 ponownie wybrana do niższej izby włoskiego parlamentu.